# 熊取郵便局
熊取郵便局（くまとりゆうびんきょく）は、大阪府泉南郡熊取町にある郵便局。民営化前の分類では集配普通郵便局であった。

## 概要
住所：〒590-0499 大阪府泉南郡熊取町紺屋2-27-1
民営化直前の集配業務再編において、多くの集配普通郵便局は統括センターとなったが、当局は配達センターとされたため、民営化後も郵便事業株式会社の支店は併設されず、集配センターが併設された。

## 沿革
- 1910年（明治43年）7月1日 - 熊取郵便局（三等）として開設[1]。
- 1966年（昭和41年）8月14日 - 電話交換および和文電報配達業務を熊取電報電話局に移管[2]。
- 1978年（昭和53年）6月 - 紺屋二丁目に移転改築。
- 1990年（平成2年）6月23日 - 特定郵便局から普通郵便局に局種別改定。
- 1999年（平成11年） - 外国通貨の両替および旅行小切手の売買に関する業務取扱を開始。
- 2007年（平成19年）2月5日 - 民営化に備え、郵便物配達・取集業務を配達センター化する。
- 2007年（平成19年）10月1日 - 民営化に伴い、併設された郵便事業泉佐野支店熊取集配センターに一部業務を移管。
- 2012年（平成24年）10月1日 - 日本郵便株式会社発足に伴い、郵便事業泉佐野支店熊取集配センターを熊取郵便局に統合。

## 取扱内容
- 郵便、印紙、ゆうパック、内容証明
- 貯金、為替、振替、振込、国際送金、国債、投資信託
- 生命保険、バイク自賠責保険、自動車保険
- ゆうちょ銀行ATM
- 「590-04xx」区域（熊取町の全域、貝塚市三ツ松2476番地の集配業務)

## 風景印
- 図案は重要文化財・来迎寺本堂と雨山の遠望、局名表記は「熊取」
- 使用開始日は1990年（平成2年）6月23日

## 周辺
- 熊取町役場
- 万代熊取店

## アクセス
- JR阪和線 熊取駅から東へ徒歩約10分
- 南海ウイングバス、ひまわりバス（熊取町コミュニティバス） 北紺屋停留所下車
- 関西空港自動車道 泉佐野ICから東へ約4km
- 国道170号（大阪外環状線）沿い
- 駐車場あり：6台